# Pomník Karla Havlíčka Borovského
Pomník Karla Havlíčka Borovského stojí na adrese Praha-Žižkov, Havlíčkovo náměstí.

## Historie
Pomník Karla Havlíčka Borovského je umístěn ve volném prostoru před žižkovskou radnicí. Bronzový pomník je dílo Josefa Strachovského z roku 1911. U této sochy je známo pět autorských variant, které se liší v podstatě pouze materiálem samotné postavy a provedením podstavce. Originál sochy z hořického pískovce je od roku 1883 v Kutné Hoře, další pískovcové kopie byly vytvořeny pro Vysoké nad Jizerou (v roce 1891) a Havlíčkovu Borovou (v roce 1901). Vedle kopie odlité v roce 1911 do bronzu pro Žižkov vznikl ještě odlitek pro americké Chicago, objednaný tamními krajany, kteří pro něj také založili sbírku. 
Za okupace byl pražský pomník odstraněn a roku 1946 znovu odlit.

## Popis
Na hranolovém podstavci stojí socha v nadživotní velikosti se zdviženou pravou rukou, levou rukou si přidržuje plášť. Na podstavci je umístěno heslo Karla Havlíčka Borovského: "Přislibujte si mně, vyhrožujte si mně, přece zrádcem nebudu".
Pomník Karla Havlíčka Borovského je zapsán v seznamu kulturních památek.